# Palais byzantin d'Éphèse

Localisation du prétendu Palais byzantin à Éphèse (81).

Le Palais byzantin d'Éphèse, aussi connu sous le nom turc Sarhoç Hamam, en référence à sa partie balnéaire, est un grand édifice public de la ville romaine tardive d'Éphèse. Situé à environ 70 m au Sud-Est de l’épiskopéion, ce vaste complexe a longtemps été identifié à un établissement de bains byzantins. Il comporte en effet une importante partie thermale au Nord (plan ci-contre, E), une grande salle de réception octogonale au Sud, précédée d’une longue salle à deux absides à l’Ouest.

## Plan
L’orientation des bains diffère de celle du reste de la construction : il s’agit de thermes romains du Ier siècle, orientés selon la direction de la Voie Processionnelle toute proche. Les aménagements intérieurs permettent d’identifier le frigidarium, le tepidarium et le caldarium.

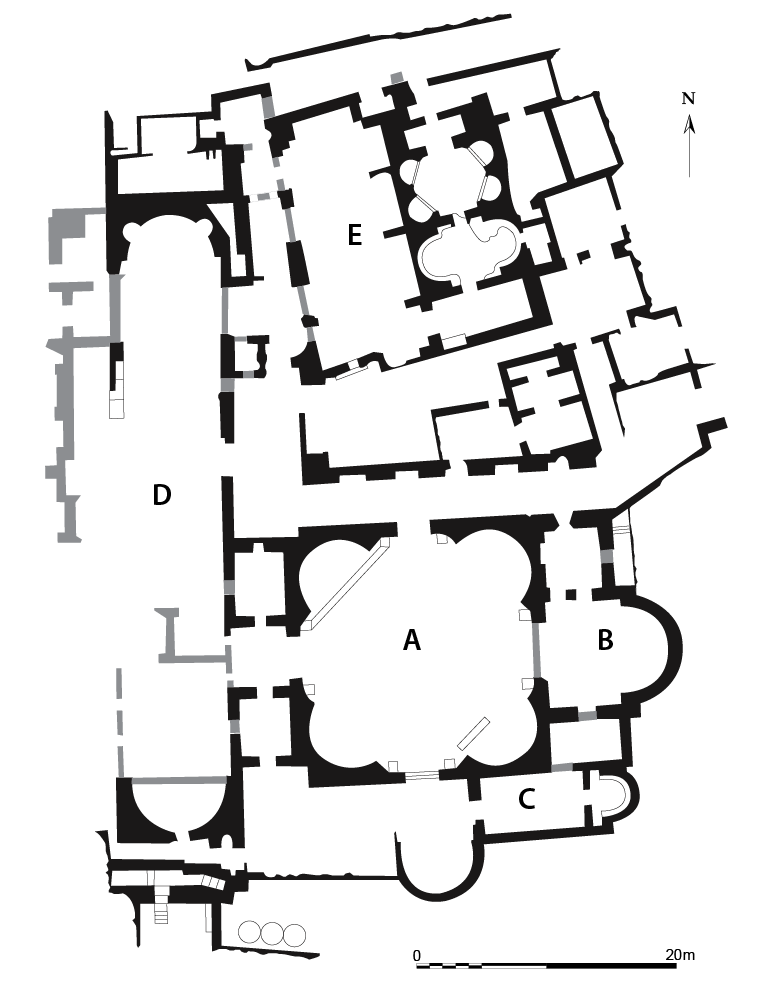
Palais byzantin, résidence hypothétique du proconsul d'Asie.

Ils furent conservés dans l’Antiquité tardive lors de la construction sur le site d’un édifice beaucoup plus important, dominée par une imposante salle de réception tétraconque au Sud (A) : elle se présente comme un carré de 19 m de côté, dont les angles sont occupés par des niches semi-circulaires, qui lui confèrent cette forme intérieure tétraconque, et les côtés par des portes de dimensions variables. La plus large est une vaste baie ouvrant à l’Est vers une salle plus petite, à abside semi-circulaire (B). La porte Sud conduit à une autre petite salle à abside sur laquelle ouvre à l’Est une longue salle étroite, terminée à l’Est par une autre abside, plus petite (C) : il pourrait s’agir d’une chapelle, plus tardive. La porte Nord donne accès à un long couloir qui sépare cette partie de  l’édifice des bains. Enfin, la porte Ouest est l’entrée principale de la pièce : elle mène, à travers un petit vestibule carré flanqué de deux pièces secondaires, à une grande salle oblongue (45 m de long) orientée du Nord au Sud et terminée par deux absides (D), dont l’une au Nord, est pourvue de niches. Ce serait l’antichambre de la salle de réception, en façade du monument.
La construction de l’ensemble est très soignée, en opus mixtum. La grande salle centrale est décorée de stucs peints aux murs et d’un pavement de mosaïque, comme la salle à abside voisine.

## Identification et datation
La datation et l’identification du complexe sont très incertaines : C. Foss suggère qu’il s’agit du palais du proconsul d’Asie, dont la construction serait placée sous Dioclétien, par analogie avec les autres palais tétrarchiques. La grande salle tétraconque précédée par l’antichambre à double abside rappelle en effet, par son plan et sa technique de construction, l’Octogone du palais de Galère à Thessalonique, daté entre 308 et 311, ainsi dans une moindre mesure que la villa romaine du Casale à Piazza Armerina. La salle à abside serait alors la salle d’audience où siégerait le proconsul.
Cette identification du complexe comme une résidence officielle et administrative antique tardive a été généralement acceptée, bien que récemment l’hypothèse de l’ensemble thermal ait refait surface. La datation est également contestée : le soin de la construction a conduit à la remonter à l’époque romaine, ou au contraire à repousser au VIIe siècle, en faisant du haut fonctionnaire responsable de son édification le stratège du thème du Thrakésion plutôt que le proconsul d’Asie.